# Affliction Entertainment
Pour les articles homonymes, voir Affliction.
 (août 2010).
Si vous disposez d'ouvrages ou d'articles de référence ou si vous connaissez des sites web de qualité traitant du thème abordé ici, merci de compléter l'article en donnant les références utiles à sa vérifiabilité et en les liant à la section « Notes et références ».
Affliction Entertainment est une entreprise d'organisation d'événements d'arts martiaux mixtes (MMA), dont l’activité a été arrêtée en 2009. La société de vêtements Affliction Clothing crée Affliction Entertainment en 2008 après un différend avec l'Ultimate Fighting Championship (UFC), autre organisation américaine de MMA. En conséquence, l'UFC interdit alors aux combattants de porter des vêtements de la marque Affliction. Donald Trump tient des parts significatives de la marque Affliction Entertainment. Malgré le lien de filiation, l'organisation Affliction Entertainment est une branche indépendante de Affliction Clothing. 

## Événements
Affliction Entertainment a produit deux événements de MMA, diffusé en pay-per-view.
| No. | Événement                    | Date            | Lieu                            | Stade        | Spectateurs |
| --- | ---------------------------- | --------------- | ------------------------------- | ------------ | ----------- |
| 1   | Affliction: Banned           | 19 juillet 2008 | Anaheim, Californie, États-Unis | Honda Center | 14 832      |
| 2   | Affliction: Day of Reckoning | 24 janvier 2009 | Anaheim, Californie, États-Unis | Honda Center | -           |

### Affliction: Banned
Le premier événement nommé Affliction : Banned, se déroule le 19 juillet 2008 au Honda Center d'Anaheim, en Californie. La soirée présente plusieurs des meilleurs combattants poids lourds du moment, dont en tête d'affiche, Fedor Emelianenko, dernier champion des poids lourds du Pride FC face à Tim Sylvia, compétiteur ayant décroché à deux reprises la ceinture des poids lourds de l'UFC.
Emelianenko soumet rapidement Sylvia en 36 secondes et est ainsi couronné nouveau champion des poids lourds de la World Alliance of Mixed Martial Arts (WAMMA). L'événement voit aussi la victoire d'Andrei Arlovski et de Josh Barnett, d'anciens champions poids lourd de l'UFC, ainsi que celle de l'ancien champion des poids mi-lourds de l'UFC, Vitor Belfort.

### Affliction: Day of Reckoning
Affliction: Day of Reckoning est le second événement de l'organisation et a lieu le 24 janvier 2009, à nouveau au Honda Center d'Anaheim. Sont présents au programme, Fedor Emelianenko, qui défend sa ceinture face à Andrei Arlovski et Josh Barnett qui combat Gilbert Yvel. Dans un match en poids mi-lourd, Renato Sobral bat Rameau Thierry Sokoudjou.